# إيفان بارتون
إيفان بارتون (مواليد 27 يناير 1991) هو حكم كرة قدم سلفادوري، حصل على الشارة الدولية من قبل الفيفا في 2018. في مايو 2022 تم اختياره ليكون ضمن حكام كأس العالم 2022.